# Dostyk Almaty
El Dostyk Almaty (en kazajo: Достық футбол клубы, Dostyq Fýtbol Klýby) fue un equipo de fútbol de Kazajistán que jugó en la Super Liga de Kazajistán, la primera división de fútbol en el país.

## Historia
Fue fundado en el año 1993 en la capital Almaty y ese mismo año fue admitido en la Super Liga de Kazajistán, temporada en la que ganó la primera ronda de su zona, pero que al final terminó en séptimo lugar de la clasificación, pero con el consuelo de haber ganado la Copa de Kazajistán de ese año venciendo en la final al FC Taraz 4-2.
El club desiste de participar en la Super Liga de Kazajistán en la siguiente temporada y desaparece.

## Palmarés
- Copa de Kazajistán: 1

1993

## Jugadores

### Jugadores destacados
- Vladimir Nikitienko
- Dmitry Ogai
- Vakhid Masudov
- Yuri Konkov
- Asqar Qojabergenov